# 亨利·阿诺德
亨利·哈雷·阿諾德（英語：Henry Harley Arnold，1886年7月25日—1950年1月15日）是一位美国將軍，最高軍階為五星上將。

## 生平
阿諾德是一位航空先驅，在1938至1941年期間曾擔任美國陸軍航空兵團司令，第二次世界大戰期間再任美國陸軍航空軍總司令，並晉升至五星上將，在空軍成為獨立軍種後，阿諾德成為了美軍唯一一位空軍五星上將。
經由萊特兄弟的飛行指導，阿諾德成了世界上第一批的軍事飛行員之一，同時也被列為美國空軍史上前三位收到飛行員評級的人物。阿諾德克服因早期飛行經驗造成的恐懼症，於第一次世界大戰負責擴編美國陸軍航空勤務隊，並成了美國航空理論先驅威廉·米切爾的門生。
阿諾德在美國加入第二次世界大戰前就快速晉升，成了陸軍航空軍的總司令，在他指導下，美國陸軍航空軍擴展成了世界上規模最大、戰力最強的空中武力。阿諾德同時也是一位科技研究開發的提倡者，在他任內發展了洲際轟炸機、噴射戰鬥機、廣泛運用雷達、全球空運與核戰爭等現代空軍的核心技術。

## 荣誉

### 外国勋章奖章
- 特种大绶云麾勋章（中华民国，1947年7月14日批准[1]）